# Attention

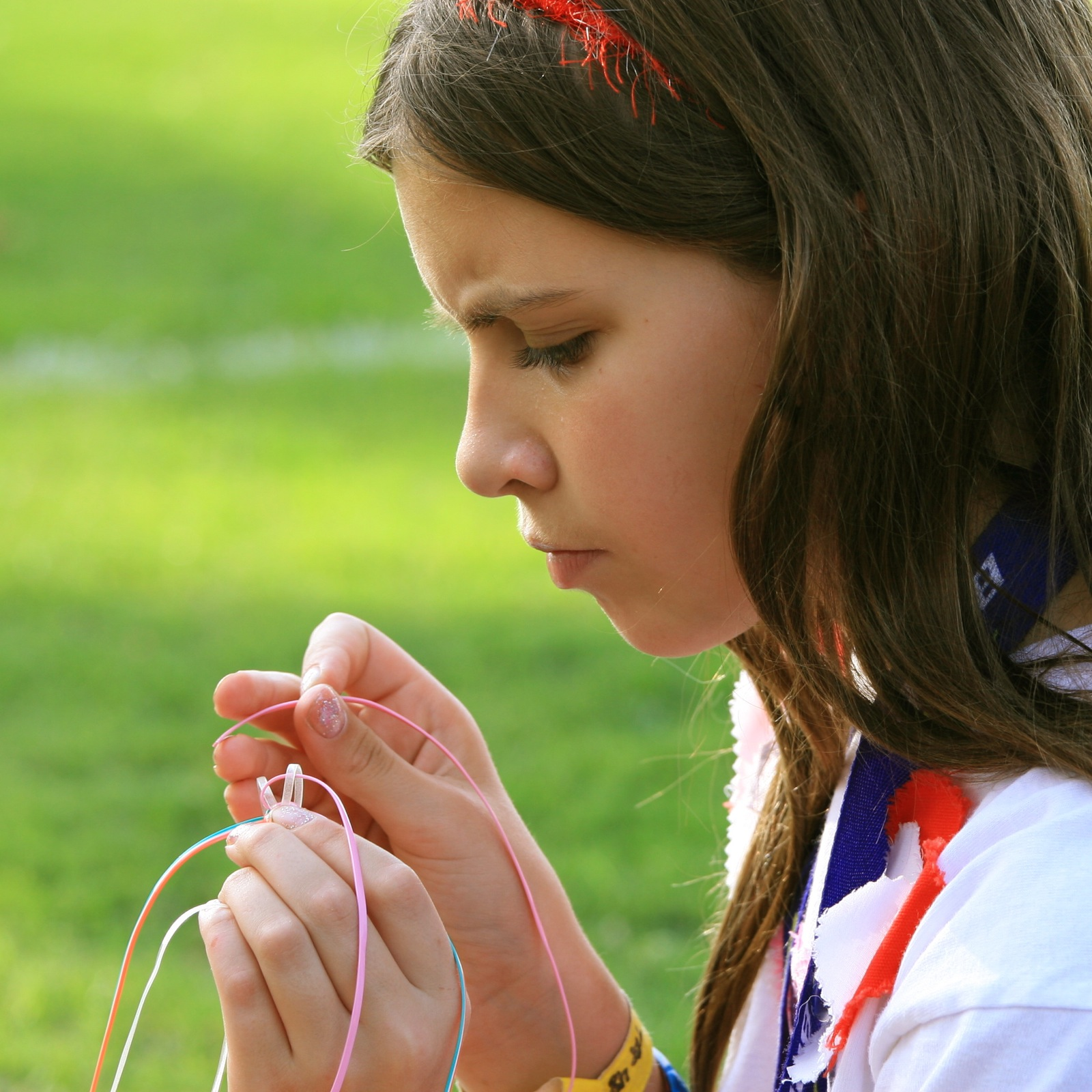
Jeune fille se concentrant sur une tâche manuelle ; le regard, la respiration, la position du corps et en particulier des mains et le contrôle neuromusculaire sont mobilisés de concert pour assurer la précision du mouvement.

Pour les articles homonymes, voir Attention (homonymie).
L'attention est la faculté de l'esprit de se consacrer à un objet : d'utiliser ses capacités à l'observation, l'étude, le jugement d'une chose quelle qu'elle soit, ou encore à la pratique d'une action. La pleine attention est exclusive, du fait qu'on ne peut réellement porter son attention que sur un seul objet à la fois, même si on peut parfois avoir le sentiment inverse (en cas de danger nécessitant une hypervigilance et/ou si l'un de ces objets ne requiert pas d'attention). Elle est liée à trois composantes que sont le contrôle, l'intensité et la sélectivité, d'après le modèle théorique le plus utilisé dans la pratique clinique qu'est celui de van Zomeren & Brouwer (1994).
Il s'agit d'un concept important chez plusieurs grands philosophes, tels que saint Augustin, qui l'oppose à la concupiscence des yeux ou curiositas, ou encore Nicolas Malebranche, qui en fait une « prière naturelle par laquelle nous obtenons que la raison nous éclaire ». L'un d'eux, William James, aussi considéré comme le père de la psychologie américaine, a donné de l'attention une définition devenue classique :

« L'attention est la prise de possession par l'esprit, sous une forme claire et vive, d'un objet ou d'une suite de pensées parmi plusieurs qui semblent possibles […] Elle implique le retrait de certains objets afin de traiter plus efficacement les autres »

— William James
,  
Les liens entre l'attention et la mémoire sont nombreux et complexes[réf. souhaitée]. Ainsi, un objet sur lequel on porte notre attention sera mieux mémorisé. On estime généralement que les processus attentionnels interviennent entre la mémoire sensorielle et la mémoire à court terme.

## Son rôle
L'attention est un facteur de l'efficience cognitive, qu'il s'agisse de percevoir, de mémoriser ou de résoudre des problèmes. Les ressources attentionnelles dont on dispose dépendent des caractéristiques personnelles (y compris cérébrales, voir Trouble de déficit de l'attention) et de la situation dans laquelle il se trouve.

### Canal unique de traitement
En psychologie cognitive, la première hypothèse concernant le fonctionnement de l'attention fut établie en 1958 par Donald Broadbent dans sa théorie du filtre attentionnel. Cette dernière consiste à considérer que le traitement de l'information était affecté à un canal unique. Donc plusieurs informations ne pouvaient être traitées à la fois. Cette première hypothèse amena à rechercher l'étape du traitement de l'information où se posait le problème d'un tel goulet d'étranglement limitant la capacité en parallèle de multiples informations.

### Ressources cognitives
Voir article de fond : Superviseur attentionnel. 
Dans les années 1960, et au début des années 1970, cette hypothèse fut remplacée par celle de ressources attentionnelles limitées.
On distingue des processus attentionnels automatiques et des processus attentionnels conscients et contrôlés. La détection automatique fonctionne en parallèle : plusieurs éléments peuvent être traités simultanément. La prospection contrôlée fonctionne en série : chaque élément est traité successivement.

## Types d'attention
En 1990, Kurt Goldstein soulignait déjà que l'attention est un terme générique. Il identifiait une série de ces mécanismes et proposait que chacun d'eux constitue une composante spécifique de l'attention. Bien que n’ayant pas dressé la liste exhaustive de tous les mécanismes, d’autres chercheurs ont depuis ajouté leurs observations. Les termes utilisés ici pour décrire ces mécanismes attentionnels proviennent de différentes études, avec des noms différents ou qui se chevauchent en regroupant des mécanismes selon le modèle étudié et les différentes écoles de pensées neuropsychologiques auxquelles ils se réfèrent.
On peut diviser l'étude de l'attention en trois composantes : d'intensité, de sélectivité et de contrôle. C'est le modèle de Van Zomeren et Brouwer en 1994.

### Contrôle
Ces diverses conceptions ont permis l'émergence logique de la notion majeure de « contrôle attentionnel » à travers deux dimensions particulières.
- La première regroupe les aspects dits « quantitatifs » de l’attention dont la notion clé est celle d’intensité.
- La seconde regroupe les aspects dits « sélectifs » dont la notion clé est celle de sélectivité.

Ce modèle de système attentionnel « Intensité / Sélectivité » constitue l’aboutissement des différentes recherches examinées jusqu’à présent.
L'attention soutenue, la Vigilance, l’Alerte phasique et tonique relève de la dimension intensité.
L’attention sélective et l’attention partagée relève de la dimension sélectivité.

### Intensité de l'attention
La dimension d'intensité fait référence à la dimension non spécifique de l'attention, à l'état général de préparation qui permet au sujet de traiter et de répondre à une stimulation non déterminée de manière plus ou moins efficiente. On peut la rapprocher de l'état général d'activation cérébrale (arousal en anglais). Elle subit des variations cycliques circadiennes et infra-circadiennes. Elle recouvre divers éléments :
- alerte : l'état d'alerte d'un sujet correspond à la mobilisation de la dimension intensive de l'attention, qui fait par exemple suite à une consigne ou un signal avertisseur dans une tâche de psychologie expérimentale. On distingue alerte phasique et tonique, notamment en fonction de la durée de mobilisation. L'alerte phasique correspond à une préparation attentionnelle brève (durée inférieure à une seconde) alors que l'alerte tonique correspond à rester préparé pendant une plus longue période (plus de 15 minutes). Dans l'alerte phasique, on distingue en général deux concepts : l'arousal et la fluctuation diurne[réf. nécessaire] ;
- vigilance : Il s'agit de la capacité à maintenir un niveau suffisant d’efficacité attentionnelle au cours des tâches monotones et de longue durée exigeant la détection d’événements qui se produisent rarement. En d’autres termes, la vigilance est la capacité d'être distrait par les stimuli significatifs en dehors de l'attention concentrée.

C'est une tâche de détection au cours de laquelle le sujet doit percevoir et rapporter la présence ou l’absence d’un changement spécifié dans l’environnement. Le signal doit être un stimulus ajouté ou retranché de l’environnement ;
- attention soutenue : L’attention soutenue est la capacité à maintenir sa concentration pour une période de temps normale correspondant à son âge. Elle intervient dans des situations où le flux d’informations est rapide ce qui nécessite, contrairement à la vigilance, un traitement actif continu de la part du sujet. Il faut préciser que pour de nombreux auteurs, tous les tests peuvent devenir des tâches d’attention soutenue si leur durée est d’au moins 15 minutes. C'est une faculté qui peut être améliorée par l'entrainement et les conditions du moment ou du lieu (calme, confort suffisant, ou un certain niveau de stress) Elle induit une consommation accrue de sucres et autres nutriments par le cerveau. Selon une étude de 2016[5], une période d'intense concentration est suivie (notamment en fin de journée) d'une fatigue mentale et d'un moment de perte de volonté où résister aux tentations (une pâtisserie) est plus difficile[6]. On choisit alors les satisfactions les plus immédiatement ou facilement accessibles ; il est recommandé de ne pas prendre de décisions importantes quand on est mentalement fatigué. Les créneaux télévisuels de soirée sont particulièrement appréciés des publicitaires. L'imagerie cérébrale confirme une chute d'activité du gyrus frontal moyen connu pour être impliquée dans la prise de décision. En 2012, un autre article concluait déjà que des enfants résistant mieux à la tentation gourmande avaient ensuite plus de chances de réussite sociale dans la vie[7]. « Un meilleur contrôle de ces impulsions prédit votre richesse et santé probables » selon Bastien Blain[6]. Ce phénomène d'épuisement de la volonté n'apparait cependant qu'après un certain temps d'effort mental (15 min sont par exemple sans effet)[6].

### Sélectivité
La dimension de sélectivité correspond à l'aptitude à sélectionner un élément (stimulus ou une dimension perceptive comme la couleur, l'orientation d'une ligne, la qualité vocale, etc.) d'une stimulation perceptive afin d'en réaliser un traitement approfondi. Cette capacité serait rendue indispensable par la limitation des ressources de tout système de traitement, associée à l'énorme quantité d'information perceptive disponible. Elle pourrait également s'appliquer à une représentation interne. Cette attention sélective peut mettre en jeu différentes opérations réalisant la même fonction. Différentes hypothèses (qui ne sont pas toutes incompatibles) sont soutenues :

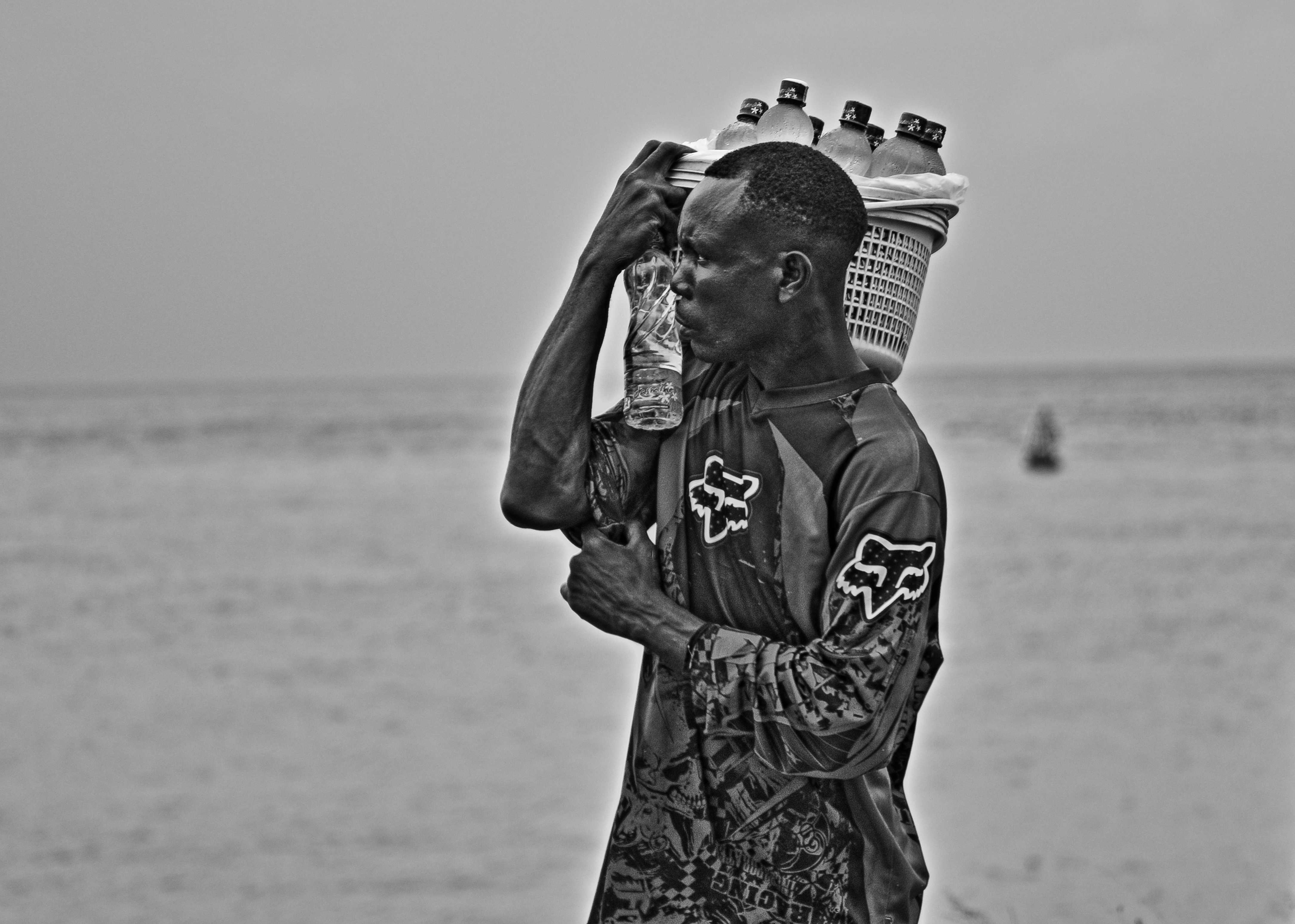
Marchand ambulant à la recherche de clients sur une plage du Kenya.

- l'hypothèse de l'attention comme « faisceau attentionnel » (Posner, 1980) considère que le traitement des stimuli soumis à ce faisceau feront l'objet d'un traitement approfondi, au détriment des autres stimuli. On peut utiliser pour la compréhension de ce mécanisme le modèle d’Eriksen et Yeh (1985) et d’Eriksen et St-James en (1986) « du pinceau attentionnel ».

L’attention peut ainsi prendre la forme d’un pinceau, extrêmement fin, réunissant une grande quantité de ressources attentionnelles sur une source de stimuli données, mais, à l’inverse, l’attention peut prendre également la forme d’un pinceau très large distribuant sur une grande surface, la même quantité de ressources, afin de s’adapter aux besoins de la tâche à accomplir selon qu'elle exige focalisation ou partage des ressources ;
- en plus de ce rehaussement du traitement des cibles, une inhibition des stimuli alentour est parfois postulée. Elle semble particulièrement nécessaire lorsque ces stimuli non pertinents sont saillants (c.-à-d. se distinguent fortement du fond sur lequel ils sont présents ou de leurs voisins) ;
- l'hypothèse de la « fenêtre attentionnelle » est proche de celle du faisceau attentionnel, mais considère plus spécifiquement que toutes les informations externes à cette fenêtre ne font l'objet d'aucun traitement et ne peuvent interférer dans un traitement plus central…

#### La problématique facilitation/inhibition
Il existe deux périodes dans l'étude de l'attention sélective en psychologie :
1. Au cours de la première période, qui relève d'une conception traditionnelle de l'attention sélective, l'accent est mis sur la focalisation sur la cible. L'attention va se focaliser sur la cible, ce qui va faciliter le traitement attentif et donc dissiper le distracteur ;
2. La seconde période est une conception dite nouvelle datant de 1990. Selon cette conception, l'attention va d'abord se focaliser sur le distracteur. Il faut donc inhiber ce distracteur afin de supprimer son influence sur la cible. Dans la majorité des cas, il s'agit d'une inhibition active, consciente, intentionnelle.

### L'attention partagée
Aussi nommée « attention divisée », il s'agit de la capacité à traiter simultanément deux ou plusieurs catégories d'informations pertinentes, qui dépend de l'état de vigilance et des processus cognitifs du contrôle de l'attention. De cette capacité dépendent le raisonnement et la résolution de problèmes. Elle est utilisée particulièrement dans la lecture (déchiffrage, compréhension du texte) ou dans l’écriture, (s’appliquer au graphisme et respecter l’orthographe). L'attention partagée permet aussi l'interactivité du discours dans les activités sociales, parler d'une part, observer la réaction que provoque un message, éventuellement le modifier.

## Le traitement automatique de l'attention chez l'être humain
La gestion des ressources attentionnelles est totalement dépendante du concept de l'automatisation d'une tâche. Est définie en tant que tâche automatisée tout traitement de l'information devenu si routinier et efficace, qu'il ne réclame plus la mobilisation que d'un minimum de ressources attentionnelles conscientes. L'activité automatique se produit sans intention et n'interfère pas avec une autre activité mentale.
Plus on utilise des processus cognitifs automatisés, plus on libère des ressources attentionnelles.
Le contrôle attentionnel permet un réglage de l’action en cours, mais contribue aussi à l’apprentissage et à l’automatisation. Depuis les années 2000, des progrès significatifs ont été apportés dans le domaine du traitement automatique de l'attention chez l'être humain : détection, évaluation, mais également guidage. Principalement étudiée dans le cadre des environnements informatiques pour l'apprentissage humain (EIAH), la compréhension, et a fortiori la maîtrise, de l'attention humaine est un des éléments clés du travail et de l'apprentissage.

## Pharmakon
Dans le contexte de la montée de l'utilisation des technologies numériques, Stiegler réfléchit sur l'attention, avec l'aide du concept de pharmakon de Derrida, sur les différentes formes d'attention qui existent, et sur les nouvelles formes d'attention qui pourraient exister. Se référant à l'hypothèse selon laquelle l'utilisation de la technologie numérique — entendue comme un pharmakon de l'attention — est corrélée au trouble déficitaire de l'attention, il se demande dans quelle mesure les technologies relationnelles numériques peuvent « donner naissance à de nouvelles formes d'attention ».

#### Ouvrages
- Jean-Paul Mialet, L'attention, Paris, PUF, coll. « Que sais-je? », 1999.
- Sylvie Chokron, Pourquoi et comment fait-on attention?, Paris, Éditions Le Pommier, coll. « Les Petites Pommes du Savoir » 2009, 59 p.
- Jean-Philippe Lachaux, Le cerveau attentif : Contrôle, maîtrise, lâcher-prise, Paris, Éditions Odile Jacob, 2011, 368 p.
- Claudette Fortin, Robert Rousseau, Psychologie cognitive, une approche de traitement de l'information, Québec, Presses de l'Université du Québec, 2016 [2012], 388 p.

#### Articles
- (en) Michael I. Posner, « Orienting of attention », Quarterly Journal of Experimental Psychology, vol. 32, no 1,‎ 1980, p. 3-25 (lire en ligne)
- Gary Hatfield, « L’attention chez Descartes : aspect mental et aspect physiologique », Les Études philosophiques, vol. 171, no 1,‎ 2017, p. 7-26 (lire en ligne)